# Calyptotheca acutirostris
Calyptotheca acutirostris är en mossdjursart som först beskrevs av Ferdinand Canu och Ray Smith Bassler 1929.  Calyptotheca acutirostris ingår i släktet Calyptotheca och familjen Parmulariidae. Inga underarter finns listade i Catalogue of Life.